# Ferdinand Froschauer
Ferdinand Froschauer (* 5. Dezember 1865 in Taufkirchen an der Pram, Oberösterreich; † 18. August 1948 ebenda) war Bauer und Politiker.

## Leben
Ferdinand Froschauer war der Sohn von Andreas und Juliana (geb. Wöcker) Froschauer, vom Zierzedergut in Bachschwölln, Gemeinde Taufkirchen an der Pram. Der Ehe entstammten 11 Kinder.
Sein Vater, Andreas Froschauer, war Bürgermeister von Taufkirchen in den Jahren 1876–1879.
Der Bauernsohn Ferdinand Froschauer heiratete 1889 Barbara Wipplinger und wurde Mitbesitzer des Gasperlgutes in Pram bei Taufkirchen. Gleichzeitig war er Landesproduktenhändler. Nach seinem Militärdienst gehörte er durch 25 Jahre dem Gemeindeausschuss an und war zwischen 1912 und 1918 Bürgermeister von Taufkirchen an der Pram. Ab 1920 war er Bezirksobmann des Bauernbundes und Mitglied des ständigen Ausschusses des Landeskulturrates.
Von 1919 bis 1931 war Froschauer Landtagsabgeordneter für die Christlichsoziale Partei, wo er vor allem die Kleinhäusler vertrat.
Im Jahr 1936 wurde ihm von der Gemeinde Taufkirchen die Ehrenbürgerschaft verliehen, welche ihm in der NS-Zeit aberkannt wurde.
Sein Sohn Johann Froschauer sen. (1892–1948) heiratete Maria (geb. Breinbauer) vom Landacker in Gmeinau, welche sie in die Ehe einbrachte. Johann hatte 6 Geschwister: Ferdinand, Carl, Franz, Anna, Aloisia und Barbara.
Johann Froschauer sen. war Landwirt und Landesproduktenhändler und von 1934 bis 1938 und von 1945 bis 1962 Bürgermeister von Taufkirchen an der Pram.
Der Ehe von Johann Froschauer sen. entstammten 5 Kinder: Johann, Karl, Josef, Karoline und Ferdinand. Sohn Johann Froschauer jun. (geb. 1939) heiratete im Jahr 1963 Mathilde (geb. Gangl) vom Mair in Rainbach.
Johann Froschauer war Landwirt und Landesproduktenhändler und von 1973 bis 1985 Bürgermeister in Taufkirchen an der Pram. Ihm wurde im Jahr 2003 von der Gemeinde Taufkirchen der Ehrenring in Gold verliehen.
Weites war er Landes- und Bundesgremialobmann der Landesproduktenhändler.
Dieser Ehe entstammen 2 Söhne: Johann Froschauer (* 1963) und Manfred Froschauer (* 1966).
Johann Froschauer ist Unternehmer und Landesproduktenhändler und war von 2008 bis 2020 Obmann der Wirtschaftskammer des Bezirks Schärding. Er ist verheiratet mit Andrea Froschauer (geb. Schreiner). Der Ehe entstammen 2 Söhne: Stefan Froschauer (geb. 1990) und Lukas Froschauer, (geb. 1994).